# Gode Fader, samla åter
Gode Fader, samla åter är en nattvardspsalm med text skriven 1883 av Fredrik Engelke och musik av William Bradbury. Texten bearbetades 1986 av Gunnar Melkstam.

## Publicerad i
- Psalmer och sånger 1987 som nr 432 under rubriken "Kyrkan och nådemedlen - Nattvarden".[1]